# باشگاه فوتبال تریکالا
باشگاه فوتبال تریکالا (یونانی: ΠΑΕ Τρίκαλα) که همچنین به عنوان ای. او تریکالا (یونانی: ΑΟ Τρίκαλα) نیز شناخته می‌شود، یک باشگاه فوتبال حرفه ای است که در شهر تریکالا یونان در مرکز یونان واقع شده‌است. این باشگاه در حال حاضر در سطح دوم فوتبال یونان، به رقابت می‌پردازد.

## ورزشگاه
ورزشگاه تریکالا در سال ۱۹۵۰ ساخته شد که شکلی شبیه نعل اسب دارد و پشت دروازه غربی هیچ پایه ای ندارد. این ورزشگاه دارای یک پایه جنوبی اصلی است که با سقف پوشیده شده‌است. این استادیوم در سال ۲۰۰۳ باز سازی شد، زیرا در آن سال میزبان (مسابقات بین‌المللی جایزه بزرگ دو و میدانی Tsiklitria) بود. رکورد حضور تماشاگران در این ورزسگاه ۲۰۰۰۰ نفر در یک مسابقه است که در سال ۱۹۹۹ برابر یک باشگاه فوتبال اتفاق افتاد. این ورزشگاه خانگی باشگاه تریکالا است و میزبان رویدادهای دیگری مانند کنسرت و دو و میدانی است.

## لوگو و رنگ

### لوگو
طرح اصلی لوگوی باشگاه فوتبال تریکالا نشان دهنده ادغام دو تیم رقیب فوتبال محلی، Achilleas Trikalon و AET است. حاصل این ادغام، باشگاه فوتبال تریکالا بود. از آن زمان، لوگو چندین بار تغییر کرده‌است. در سال ۲۰۰۹، رئیس Vaggelis Plexidas درخواست یک نشان جدید کرد تا طراحی شبیه به نشان باشگاه فوتبال بارسلونا باشد زیرا رنگ‌های اصلی تیم قرمز و آبی است.

### رنگ‌ها
رنگ‌های اصلی باشگاه فوتبال تریکالا آبی و قرمز است که هر کدام از رنگها برای یکی از باشگاه‌های ادغام شده‌است.

## سابقه مشارکت
- سوپر لیگ یونان (۷): ۱۹۶۴–۱۹۶۷، ۱۹۶۸–۱۹۶۹، ۱۹۷۱–۱۹۷۳، ۱۹۹۹–۲۰۰۰
- سطح دوم فوتبال یونان (۱): ۲۰۲۰–اکنون
- لیگ فوتبال یونان (سطح قدیمی دوم فوتبال یونان که از سال ۲۰۱۹ سطح سوم شناخته می‌شود) (۲۹): ۱۹۶۳–۱۹۶۴, ۱۹۶۷–۱۹۶۸, ۱۹۶۹–۱۹۷۱, ۱۹۷۳–۱۹۸۳, ۱۹۸۴–۱۹۸۸, ۱۹۹۱–۱۹۹۲, ۱۹۹۵–۱۹۹۹, ۲۰۰۰–۲۰۰۱, ۲۰۱۰–۲۰۱۱, ۲۰۱۵–۲۰۲۰

## افتخارات
- لیگ فوتبال یونان (سطح قدیمی دوم فوتبال یونان که از سال ۲۰۱۹ سطح سوم شناخته می‌شود)

قهرمانی (۵): ۱۹۶۳–۶۴، ۱۹۶۷–۶۸، ۱۹۷۰–۷۱، ۱۹۹۸–۹۹، ۲۰۱۹–۲۰